# 恩里科·卡斯泰利

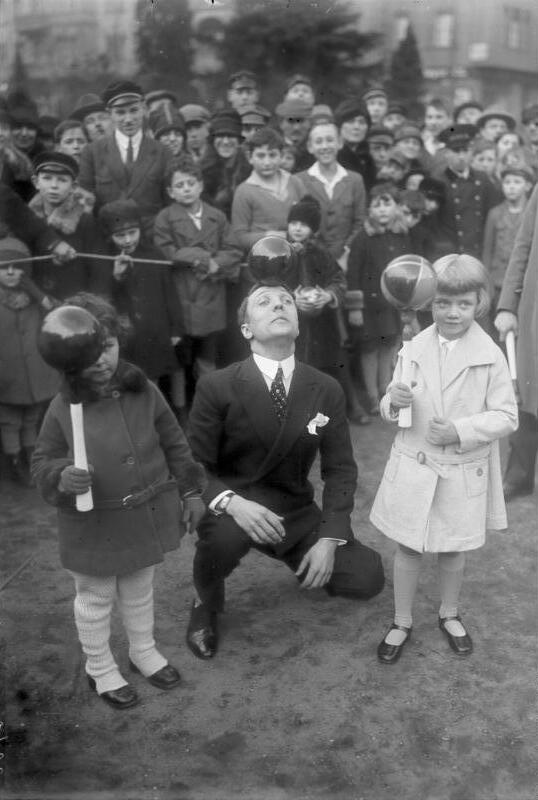
恩里科·卡斯泰利(前排中間者)

恩里科·卡斯泰利（義大利語：Enrico Castelli，1909年2月22日—1983年9月21日），生于米兰，意大利男子篮球运动员，效力于米兰奥林匹亚俱乐部。他曾代表意大利获得1936年夏季奥运会男子篮球比赛第七名。